# Khalid al-Mihdhar

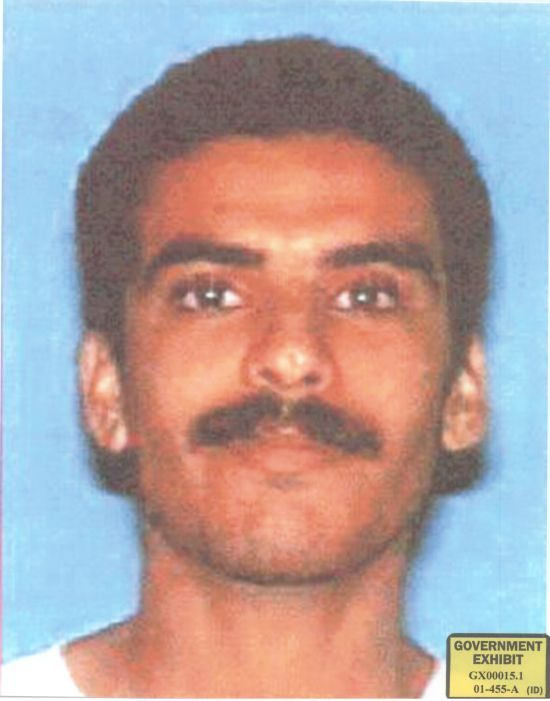
Khalid al-Mihdhar

Khalid al-Mihdhar (in arabo خالد المحضار‎?; La Mecca, 16 maggio 1975 – Arlington, 11 settembre 2001) è stato un terrorista saudita, dirottatore del Volo American Airlines 77 schiantatosi sul Pentagono durante gli attentati dell'11 settembre 2001.

## Biografia
al-Mihdhar proveniva da La Mecca, figlio di una famiglia importante imparentata con la tribù dei Quraysh della Mecca. Intorno al 1996 con il compagno Nawaf al-Hazmi si recò in Bosnia ed Erzegovina, per combattere contro i Mujaheddin. L'anno seguente, sempre con al-Hazmi si recò in Afghanistan, per unirsi ad al-Qaida. Nel 1999 decise di andare a combattere in Cecenia, contro i russi allontanandosi sempre di più dalla sua famiglia. Al termine dello stesso anno si unì ad al-Qaida, dove fu scelto insieme a Nawaf al-Hazmi, come attentatore suicida dell'11 settembre.

## Gli attacchi
Il mattino dell'11 settembre arrivò all'aeroporto di Dulles per imbarcarsi sul volo 77 del American Airlines. L'aereo decollò alle 8:26 con un ritardo di 10 minuti, al-Mihdhar occupò il posto 12B accanto a Majed Moqed. Alle 8:56 avvenne il dirottamento verso sud, al-Mihdhar sarebbe dunque il presunto dirottatore che minacciò i piloti con l'ausilio di un taglierino. Alle 9:37:44 il volo 77 si schiantò contro la parete ovest del Pentagono, uccidendo tutte le persone più i membri dell'equipaggio e i dirottatori. La sua carta d'identità rinvenuta dai rottami dell'aereo fu identificata e messa sotto custodia dal FBI in qualità di prove.